# من أعلى تلة الخشخاش
من أعلى تلّة الخشخاش (باليابانية: コクリコ坂から) هو فيلم أنمي درامي ياباني من إخراج غورو ميازاكي أنتج في عام 2011، مقتبس من مانغا تحمل نفس الاسم من تأليف تيتسورو ساياما ونشرت في عام 1980.

## القصة
تدور أحداث الفيلم في عام 1963 في مدينة يوكوهاما.
أومي كوماتسوزاكي طالبة في الثانوية تعيش مع عائلة متماسكة مكونة من خمسة أطفال، تقوم برفع أعلام إشارة كل صباح في بيتها على شاطئ البحر في خليج يوكوهاما تحسباً لعودة والدها الذي اختفى منذ زمن في العمل خلال الحرب الكورية، وفي المدرسة أومي تجد نفسها طرفاً في حركات طلابية تسعى إلى منع هدم منزل النادي القديم.

## وصلات خارجية
- من أعلى تلة الخشخاش على موقع IMDb (الإنجليزية)
- من أعلى تلة الخشخاش على موقع ميتاكريتيك (الإنجليزية)
- من أعلى تلة الخشخاش على موقع روتن توميتوز (الإنجليزية)
- من أعلى تلة الخشخاش على موقع نتفليكس (الإنجليزية)
- من أعلى تلة الخشخاش على موقع قاعدة بيانات الأفلام العربية
- من أعلى تلة الخشخاش على موقع ألو سيني (الفرنسية)
- من أعلى تلة الخشخاش على موقع أول موفي (الإنجليزية)
- من أعلى تلة الخشخاش على موقع بوكس أوفيس موجو (الإنجليزية)
- من أعلى تلة الخشخاش على موقع فيلمافينيتي (الإسبانية)
- من أعلى تلة الخشخاش على موقع قاعدة بيانات الأفلام السويدية (السويدية)